# Dobbertin
Dobbertin es un municipio situado en el distrito de Ludwigslust-Parchim, en el estado federado de Mecklemburgo-Pomerania Occidental (Alemania), a una altitud de 45 metros. Su población a finales de 2016 era de 1123 habs. y su densidad poblacional, 19 hab/km².

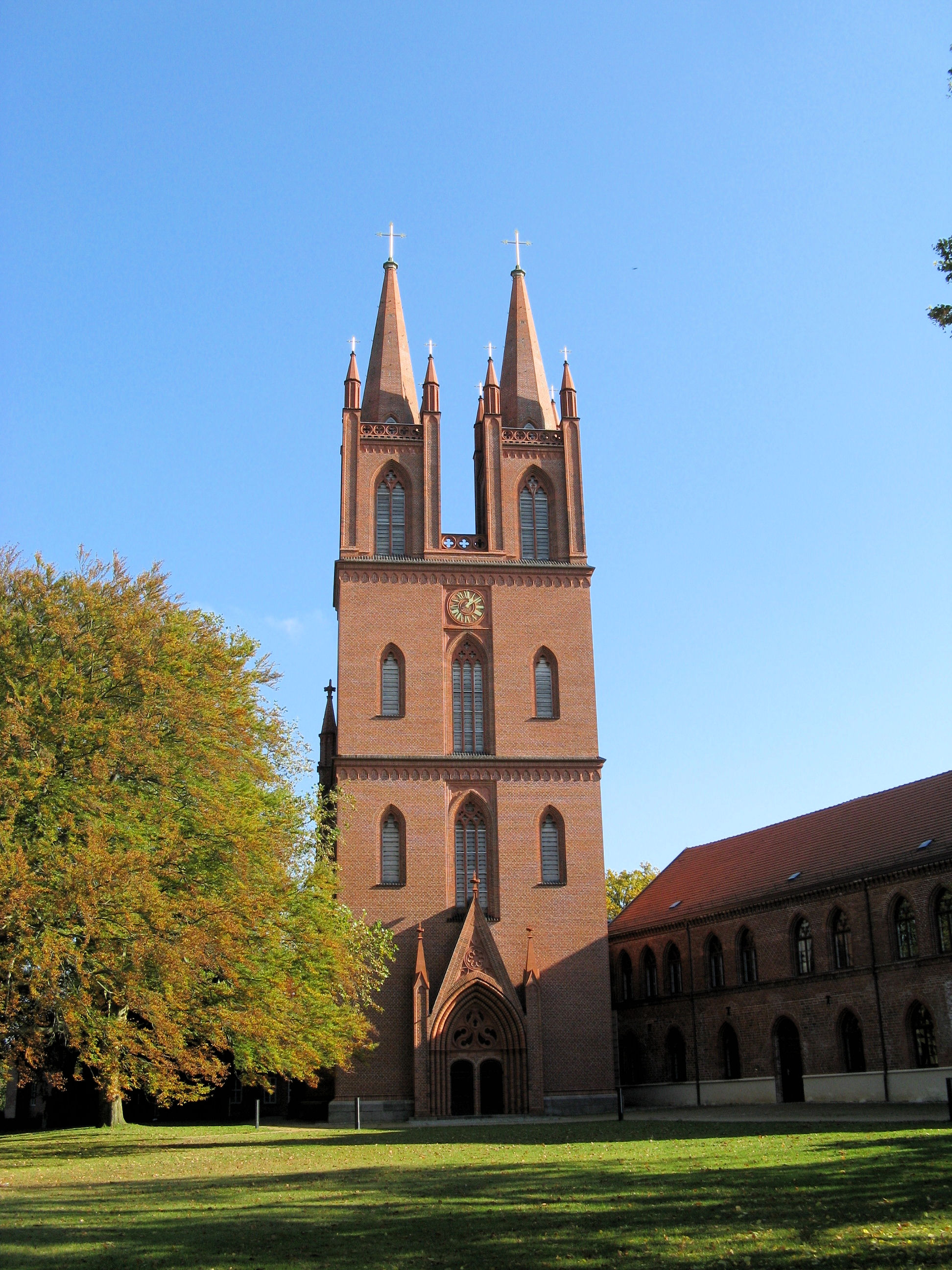
Iglesia del monasterio de Dobbertin

Se encuentra ubicado a la orilla del lago Dobbertiner.